# Brug 1269
Brug 1269 is een bouwkundig kunstwerk op de grens van Amsterdam en Ouder-Amstel.
De brug vormt de fysieke verbinding tussen Watergraafsmeer en Amsterdam-Oost. Sinds de drooglegging van de Watergraafmeer in 1629 liep het verkeer tussen Amsterdam en Utrecht hier over de Weespertrekvaart. Daartoe werden steeds nieuwere versies neergelegd van de Duivendrechtsebrug. Eind jaren tachtig is er hier zoveel verkeer dat de situatie niet langer gehandhaafd kan worden. Bovendien nadert de Rijksweg 10 (Ringweg Amsterdam) deze plek en is een kruising tussen de Gooiseweg en Rozenburglaan (net ten noorden van de oversteek) een gevaarlijke verkeerskruising geworden.
De Gooiseweg (inderdaad een weg vanuit Amsterdam naar Het Gooi) vertrok van het Amstelstation om vlak voor de Weespertrekvaart naar het oosten te trekken om bij Diemen aan te sluiten op Rijksweg 2. Er werd na jarenlange strijd vanwege te verwachten geluidsoverlast geopteerd om de Gooiseweg niet meer richting Het Gooi te laten lopen, maar richting Amsterdam-Zuidoost. Daartoe werd de eerdergenoemde bocht verwijderd en steekt de Gooiseweg sindsdien de Weespertrekvaart over, dwars door Duivendrecht om ergens bij de Rijksweg 9 te eindigen. De bruggen 1267 (Duivendrechtsbrug) en 1269 zijn bedoeld voor het verkeer noord-zuid, waarbij 1267 voor plaatselijk verkeer bestemd is en brug 1269 voor doorgaand verkeer, terug te vinden in de aanwijzing als Stadsroute S112. De kruising van de Gooiseweg met de rijksweg 10 wordt aangeduid als de Gooise knoop. De Rijksweg 10 gaat middels een viaduct met haar afslagen over zowel brug 1267 als 1269 heen.
Door deze toepassing werd de kruising een woud van grijze betonnen palen die onvriendelijk en onveilig aanvoelde. Om het woud van beton wat op te fleuren kregen kunstenaressen Sandra Hueber (ontwerp) en Leone Schröder (uitvoering) het verzoek enkele pilaren te voorzien van schilderingen; ze liet vier (vreemde) vogels op de pilaren projecteren in het kader van kunstproject Natuur.

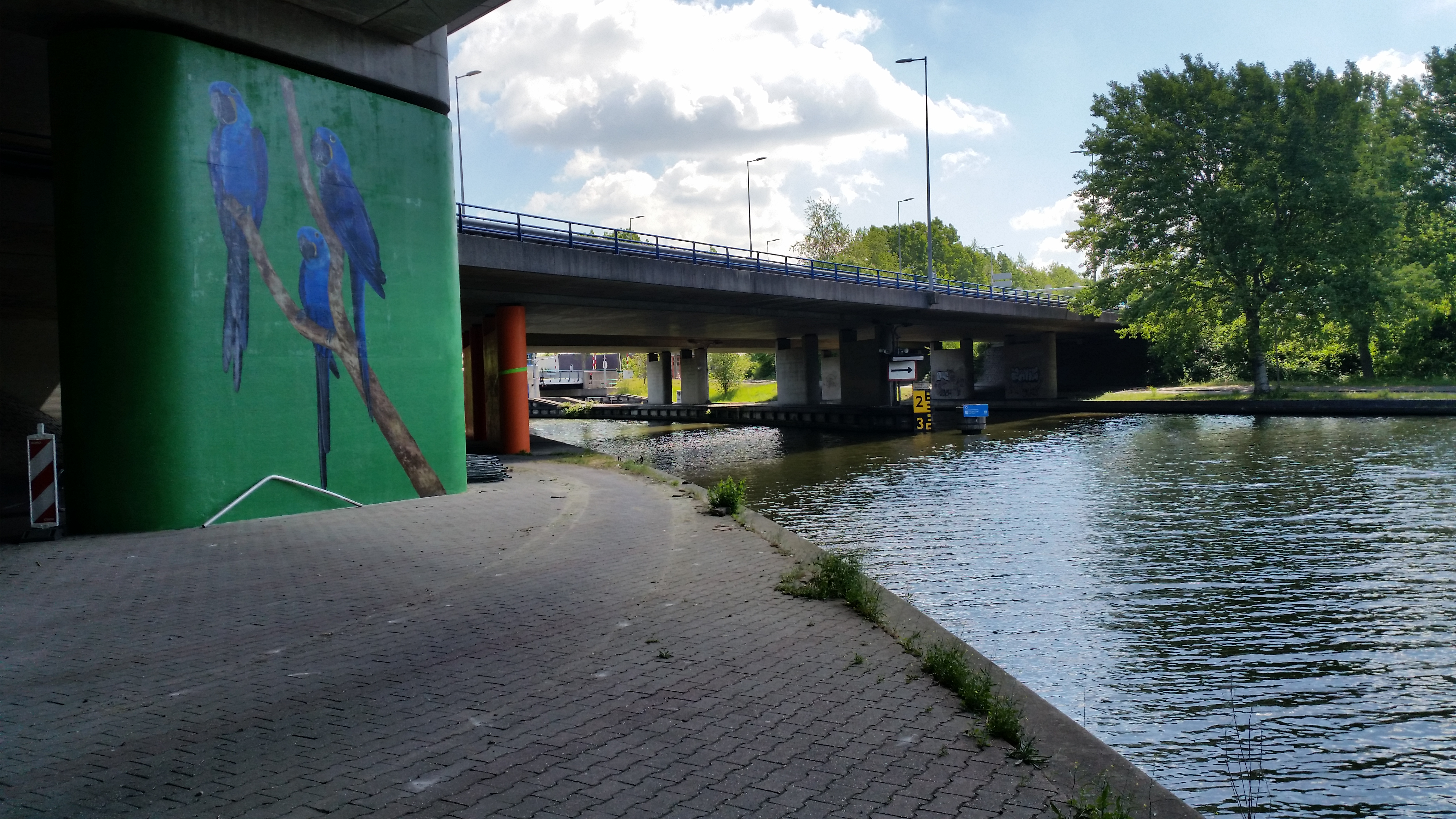
Brug 1269 gezien vanaf onder de Rijksweg 10, vogel is geplaatst op brugpijler van A10 (mei 2020)

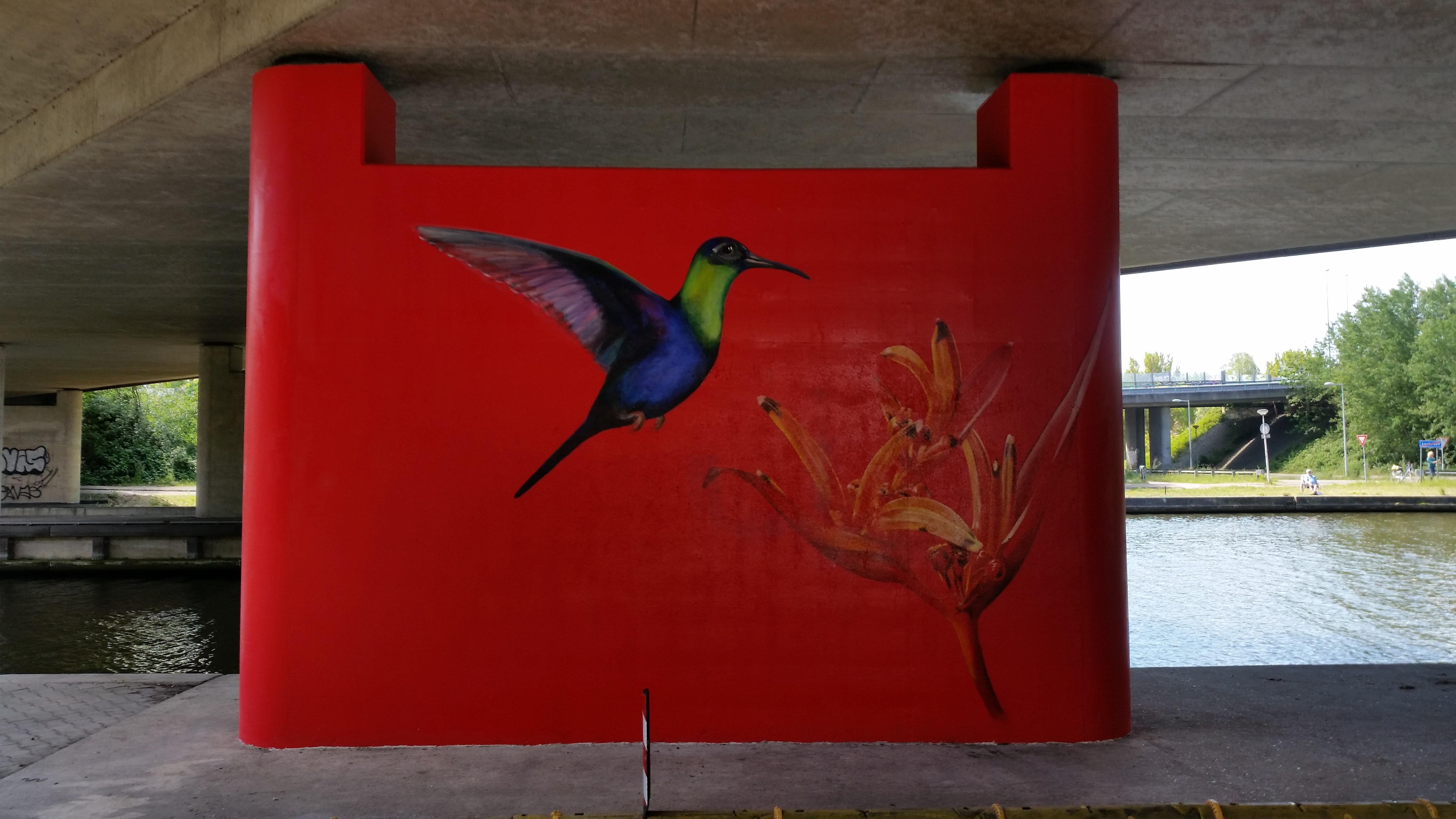
Beschildering op pilaar brug 1269 (mei 2020)

<<< · 1201 · 1207 · 1208 · 1209 · 1210 · 1211 · 1212 · 1213 · 1216 · 1217 · 1218 · 1219 · 1220 · 1221 · 1223 · 1224 · 1230 · 1231 · 1246 · 1259 · 1260 · 1261 · 1263 · 1264 · 1265 · 1266 · 1267 · 1268 · 1269 · 1270 · >>>
Brugnummers 1200, brug 1202 (Ouder-Amstel), 1203-1206, 1214, 1215, 1222, 1225-1229, 1232-1245, 1247-1258, 1262 en 1271-1299 zijn niet (meer) in gebruik.